# Gurat
Gurat település Franciaországban, Charente megyében. Lakosainak száma 184 fő (2022. január 1.). Gurat Blanzaguet-Saint-Cybard, Ronsenac, Vaux-Lavalette, Villebois-Lavalette, Champagne-et-Fontaine, Vendoire, Montmoreau és Boisné-La Tude községekkel határos.

## Népesség
A település népességének változása:
| Lakosok száma | 261  | 234  | 210  | 187  | 182  | 182  | 180  | 182  | 183  | 184  |
|               | 1968 | 1982 | 1990 | 2006 | 2013 | 2015 | 2017 | 2019 | 2020 | 2022 |